# كلية حذوية
كلية حذوية (بالإنجليزية: Horseshoe kidney)‏ هي حالة تلتحم فيها الكليتان من قطبهما السفلي لتصبحا على شكل حرف (U) أو حدوة الحصان، ويتم الالتحام أثناء صعود الكليتين في الجنين من الحوض إلى جوف البطن حيث موقعهما الطبيعي.

## معدل الانتشار
تحدث في واحد من كل 500 طفل، وفي الذكور ضعف الإناث.

## الأعراض والعلامات

أشعة مقطعية للبطن توضح الكلى الحذوية

تصوير الحويضة الوريدي في مصاب بالكلى الحذوية

الكلى الحذوية في حد ذاتها لا أعراض لها وتكتشف صدفةً، لكنها تسبب بطء مرور البول الذي يؤدي بدوره إلى مضاعفات تظهر أعراضها، مثل:
- موه الكلى
- حصوات الكلى
- زيادة احتمالية التعرض لإصابات
- عدوى الجهاز البولي
- زيادة احتمالية الإصابة بأورام الكلى، مثل (الورم الأرومي، سرطان الخلايا الانتقالية، أو الورم السرطاوي)
- فرط ضغط الدم الناجم عن الأوعية الكلوية[3]

## الأمراض المصاحبة
عادة ما تكون مصحوبة بعيوب أخرى في الجهاز البولي التناسلي أو خلافه كرتق الشرج، أو تكون جزءاً من متلازمة، مثل:

### متلازمات ناتجة عناختلال الصيغة الصبغية
- متلازمة داون
- متلازمة تيرنر
- متلازمة إدوارد
- متلازمة باتو

### أخرى
- متلازمة ايليسفان كريفيلد (قزامة وتشوهات عظمية)
- أنيميا فانكوني
- متلازمة كابوكي
- متلازمة غورلين غولتز (الوحمة القاعدية الخلايا)
- متلازمة باليستر هول[3]

## التشخيص

### الأشعة
- تصوير الحويضة الوريدي
- الأشعة المقطعية أو التصوير بالموجات فوق الصوتية للكشف عن حصوات الكلى أو موه الكلى أو وجود كتلة

### التحاليل المعملية
تتم بعد تشخيص المرض:
- تحليل البول وعمل مزرعة بولية: للكشف عن عدوى الجهاز البولي
- مستوى الكرياتينين في الدم لتقييم وظائف الكلى[4]

## العلاج
لا يحتاج المصاب لعلاج إلا في حالة وجود مضاعفات كسرطان الكلى والانسداد الكلوي والحصوات الكلوية.

## استخدام الكلى الحذوية في زراعة الكلى
يمكن زرعها في متلقي واحد كوحدة واحدة، أو فصل الكليتين وزرعهما في شخصين، وقد يؤدي الفصل إلى ناسور بولي، ويعتمد قرار الزراعة كوحدة واحدة على شكل الكلية والأوعية الدموية وحالتها الوظيفية.
وفي حالة استخدامها في الزراعة يجب الحصول على التاريخ المرضي للمتبرع لاستبعاد موه الكلى أو الحصوات أو عدوى الجهاز البولي.

## شخصيات معروفة مصابة بالكلى الحذوية
- ميل غيبسون: الممثل المعروف[8]
- سام كينيسون: ستاند أب كوميديان وممثل أمريكي[9]
- روبرت روان: رئيس شمامسة قرية أردفرت بأيرلندا[10]